# Seleção da CONCACAF
A Seleção da CONCACAF representa as nações da América do Norte, América Central e do Caribe, normalmente em amistosos e eventualmente em competições.
A Seleção disputou a Taça Independência em 1972 no Brasil terminando na 19ª colocação.

## Campanha na Taça Independência

### Grupo A
| França              | 5-0 | Seleção da CONCACAF |
| Colômbia            | 4-3 | Seleção da CONCACAF |
| Seleção da CONCACAF | 0-7 | Argentina           |
| África do Sul       | 0-0 | Seleção da CONCACAF |

| Classificação       | V | E | D | GF | GC | Saldo | Pontos |
| ------------------- | - | - | - | -- | -- | ----- | ------ |
| Argentina           | 3 | 1 | 0 | 13 | 1  | 12    | 7      |
| França              | 3 | 1 | 0 | 10 | 2  | 10    | 7      |
| África do Sul       | 1 | 1 | 2 | 3  | 4  | -1    | 3      |
| Colômbia            | 1 | 0 | 3 | 7  | 13 | -6    | 2      |
| Seleção da CONCACAF | 0 | 1 | 3 | 3  | 16 | -13   | 1      |

## Elenco na Taça Independência
| - Oscar Hernández - Jorge Urquía - Fernando Bulnes - Selvyn Carcano - Luis Cruz - Ramón Cruz - Ángel Ramón Paz - Miguel Ángel Matamoros - Henri Francillon - Wilmer Nazaire - Philippe Vorbé - Jean Claude Désir - Claude Barthélémy | - Emmanuel Sanon - Guy François - Wenall Trott - Noel Simmons - Edwin Renier - Hugh Vester - Frank Constantine - Geral Figueroux - Manuel Cuadra Treinadores - Antoine Tassy - Carlos Padilla |